# کشتی مرگ
کشتی مرگ (انگلیسی: Death Ship) فیلمی در ژانر ترسناک است که در سال ۱۹۸۰ منتشر شد.

## خلاصه فیلم
بازماندگان یک حادثه دریایی توسط یک کشتی سیاه اسرارآمیز که به نظر می‌رسد از مه خارج شده نجات داده می‌شوند و...